# لولوة الخاطر
لولوة راشد محمد الخاطر (ولدت في الدوحة، قطر) هي شاعرة ودبلوماسية قطرية وأول امرأة قطرية تتولى منصب مساعد وزير الخارجية في وزارة الخارجية القطرية.

عُيّنت في 12 نوفمبر 2024 وزيرة للتربية والتعليم والتعليم العالي وقبلها كانت وزيرة دولة للتعاون الدولي 

## التعليم
حصلت لولوة الخاطر على ماجستير العلوم من جامعة إمبريال كوليدج لندن، وماجستير السياسات العامة في الإسلام من جامعة حمد بن خليفة في الدوحة، وهي مرشحة لنيل درجة الدكتوراه في الدراسات الشرقية من جامعة أكسفورد البريطانية.

## كتب ومؤلفات
شاركت في تحرير كتاب «صنع السياسات العامة في الدول التي تمرّ بتحولات: دولة قطر أنموذجًا»، وهو كتاب تم نشره من قبل دار بالغريف ماكميلان للنشر في 2016 .
كما كتبت «مخرجات التعليم واحتياجات سوق العمل: دراسة حول مشكلات سوق العمل في دول مجلس التعاون وسبل التعامل معها» ونشر عن طريق الأمانة العامة لمجلس التعاون الخليجي.

## الوظائف
عملت وزيرة مفوضة في وزارة الخارجية القطرية، وباحثة بمجال السياسات العامة، ومديرة المشاريع البحثية في مؤسسة قطر، ثم مديرة للتخطيط والجودة في الهيئة العامة للسياحة. عملت أيضًا محاضِرة في معهد الدوحة للدراسات العليا، وباحثة مشاركة في منتدى دراسات الخليج والجزيرة العربية بجامعة أكسفورد، وهي عضو مجلس أمناء مؤسسة الدراسات الفلسطينية.
في 7 نوفمبر/تشرين الثاني 2017 عينها وزير الخارجية القطري الشيخ محمد بن عبد الرحمن آل ثاني متحدثة رسمية باسم وزارة الخارجية، وعُينت في 2019 مساعدة لوزير الخارجية بحسب قرار أميري. ثم عُيّنت عام 2024 وزيرةً للتعليم. 